# 清水灣半島

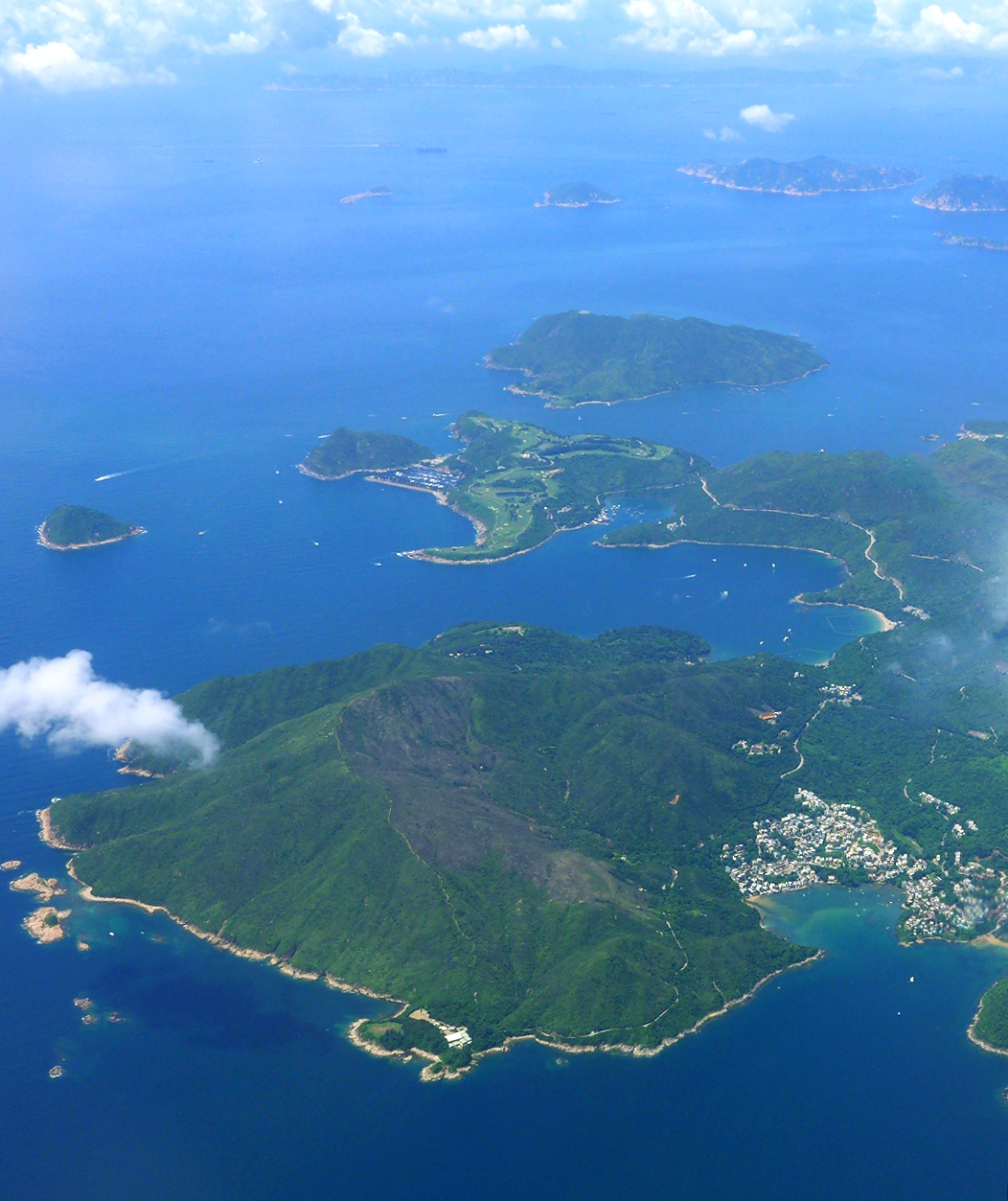
鳥瞰清水灣半島東部。前後的兩個海灣分別為相思灣和清水灣，而圖中左上角的島嶼則為青洲

清水灣半島（英語：Clear Water Bay Peninsula）位於香港新界西貢區南部，將東面牛尾海與西面將軍澳水域分隔，半島以南為東龍洲，清水灣郊野公園同樣座落於本半島。
清水灣半島經常被簡稱為清水灣，而清水灣本身是位於半島東南部的海灣，不單指整個半島。此外半島西部由於接近將軍澳，故此被納入為將軍澳新市鎮。半島西南部就開發為將軍澳工業邨及電視廣播城等，因此「清水灣」此稱呼通常為代表半島東部。

## 簡介
清水灣昔日為影視界大本營，馳名中外的邵氏片場就是位於清水灣，而於1988年至2004年期間，電視廣播有限公司於清水灣設立無綫電視城作為總部。

## 著名地點

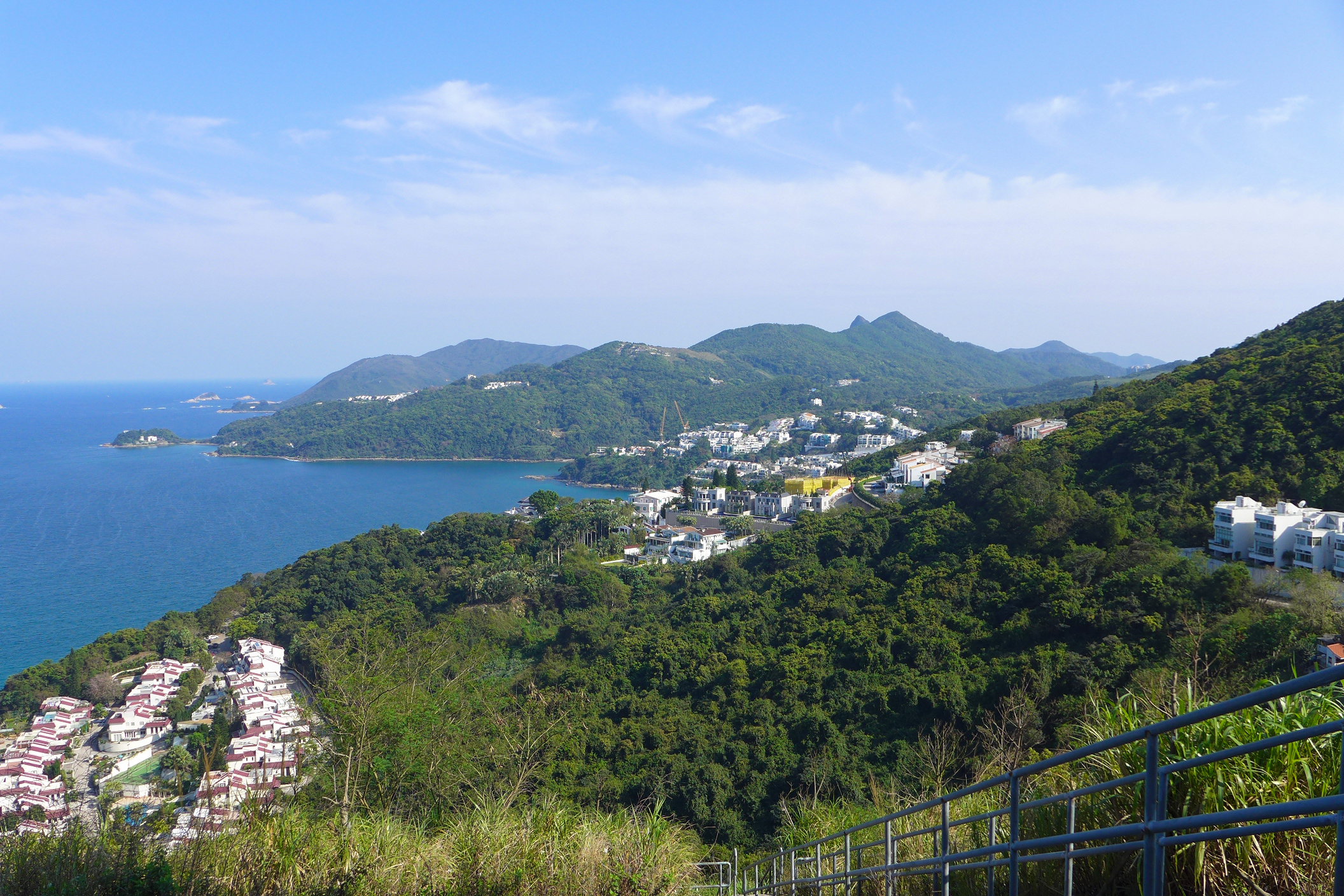
銀線灣一帶的豪華住宅洋房

- 清水灣第一灣
- 清水灣第二灣
- 銀線灣
- 坑口村
- 水邊村
- 田下灣村
- 香港科技大學
- 富寧花園
- 魷魚灣村
- 將軍澳村
- 傲瀧
- 大埔仔
- 大坳門
- 布袋澳
- 清水灣
- 大廟灣
- 龍蝦灣
- 小赤沙
- 大赤沙
- 佛堂洲

## 交通

### 主要交通幹道
- 清水灣道
- 西貢公路
- 影業路
- 大坳門路
- 寶寧路
- 寶琳北路
- 寶康路
- 魷魚灣村路

## 參看
- 清水灣
- 將軍澳新市鎮
- 西貢區